# 韋伯斯特鎮區 (內布拉斯加州道奇縣)
韋伯斯特鎮區（英語：Webster Township）是位於美國內布拉斯加州道奇縣的一個行政鎮區。

## 地方資料
韋伯斯特鎮區的面積為93.67平方千米，皆為陸地。根據2020年美國人口普查的數據，當地共有人口872人，而人口密度為每平方千米9.31人。